# Gran Premi d'Indonèsia de motociclisme de 2022
El Gran Premi d'Indonèsia de motociclisme de 2022, anomenat com a Pertamina Grand Prix of Indonesia, va ser la segona cursa de la temporada 2022 de motociclisme. La cursa va ser disputada al Circuit de Mandalika, a la illa de Lombok (Indonèsia) en el cap de setmana del 18 al 20 de març de 2022.
El gran premi es torna a celebrar a Indonèsia després de 25 anys, quan fou disputat per la última vegada en 1997, en el Circuit de Sentul, a la ciutat de Bogor.

## Resultats

### MotoGP
| Pos                          | No | Pilot                 | Moto    | Voltes | Temps         | Sortida | Punts |
| ---------------------------- | -- | --------------------- | ------- | ------ | ------------- | ------- | ----- |
| 1                            | 88 | Miguel Oliveira       | KTM     | 20     | 33:27.223     | 7       | 25    |
| 2                            | 20 | Fabio Quartararo      | Yamaha  | 20     | +2.205        | 1       | 20    |
| 3                            | 5  | Johann Zarco          | Ducati  | 20     | +3.158        | 3       | 16    |
| 4                            | 43 | Jack Miller           | Ducati  | 20     | +5.663        | 9       | 13    |
| 5                            | 42 | Álex Rins             | Suzuki  | 20     | +7.044        | 8       | 11    |
| 6                            | 36 | Joan Mir              | Suzuki  | 20     | +7.832        | 17      | 10    |
| 7                            | 21 | Franco Morbidelli     | Yamaha  | 20     | +21.115       | 14      | 9     |
| 8                            | 33 | Brad Binder           | KTM     | 20     | +32.413       | 4       | 8     |
| 9                            | 41 | Aleix Espargaró       | Aprilia | 20     | +32.586       | 10      | 7     |
| 10                           | 33 | Darryn Binder         | Yamaha  | 20     | +32.901       | 22      | 6     |
| 11                           | 23 | Enea Bastianini       | Ducati  | 20     | +33.116       | 5       | 5     |
| 12                           | 44 | Pol Espargaró         | Honda   | 20     | +33.599       | 15      | 4     |
| 13                           | 73 | Àlex Márquez          | Honda   | 20     | +33.735       | 18      | 3     |
| 14                           | 10 | Luca Marini           | Ducati  | 20     | +34.991       | 12      | 2     |
| 15                           | 63 | Francesco Bagnaia     | Ducati  | 20     | +35.763       | 6       | 1     |
| 16                           | 12 | Maverick Viñales      | Yamaha  | 20     | +37.397       | 19      |       |
| 17                           | 25 | Raúl Fernández        | KTM     | 20     | +41.975       | 20      |       |
| 18                           | 21 | Fabio Di Giannantonio | Ducati  | 20     | +47.915       | 11      |       |
| 19                           | 30 | Takaaki Nakagami      | Honda   | 20     | +49.471       | 23      |       |
| 20                           | 72 | Marco Bezzecchi       | Ducati  | 20     | +49.473       | 13      |       |
| 21                           | 87 | Remy Gardner          | KTM     | 20     | +55.964       | 21      |       |
| Ret                          | 89 | Jorge Martín          | Ducati  | 7      | Caiguda       | 2       |       |
| Ret                          | 4  | Andrea Dovizioso      | Yamaha  | 6      | Retirat       | 16      |       |
| NVC                          | 93 | Marc Márquez          | Honda   |        | No va llargar | 3       |       |
| 1.                           |    |                       |         |        |               |         |       |
| Resultats oficials de MotoGP |    |                       |         |        |               |         |       |